# Girgina Skerlatova
Girgina Skerlatova (en bulgare Красимира Гюрова), née le 25 mars 1954, est une joueuse bulgare de basket-ball, médaillée de bronze aux Jeux olympiques d'été de 1976. 

## Palmarès
- Médaillée de bronze olympique 1976